# Сида
Си́да (лат. Sída) — род растений семейства Мальвовые, включающий, по различным оценкам, от 125 до 150 видов трав и полукустарников, распространённых повсеместно в тропических и субтропических областях планеты. Некоторые виды также могут произрастать в умеренных широтах.

## Использование
Листья Sida rhombifolia съедобны и в некоторых местах употребляются в пищу.
Вид Sida cordifolia содержит эфедрин и используется в качестве лекарственного средства.
Другие виды, в частности Sida acuta, насаждаются для привлечения бабочек.

## Некоторые виды
- Sida acuta
- Sida antillensis
- Sida cardiophylla (Benth.) F.Muell.
- Sida carpinifolia
- Sida ciliaris
- Sida cleisocalyx F.Muell.
- Sida clementii Domin
- Sida cordata
- Sida cordifolia
- Sida cryphiopetala F.Muell.
- Sida echinocarpa F.Muell.
- Sida fallax
- Sida intricata F.Muell.
- Sida kingii F.Muell.
- Sida hermaphrodita
- Sida nesogena
- Sida phaeotricha F.Muell.
- Sida physocalyx F.Muell.
- Sida santaremensis
- Sida spenceriana F.Muell.
- Sida pusilla
- Sida rhombifolia
- Sida trichopoda F.Muell.
- Sida troyana

- Sida cordata
- Sida cordata
- Sida fallax